# Passiflora harlingii
Passiflora harlingii är en passionsblomsväxtart som beskrevs av Holm-nielsen. Passiflora harlingii ingår i släktet passionsblommor, och familjen passionsblomsväxter. Inga underarter finns listade i Catalogue of Life.